# Daewoo K4
La Daewoo K4 es un lança granades d'alta velocitat I automatic de 40x53mm, creat, dissenyat I utilitzat per l'exèrcit de Corea de Sud. És una arma molt similar a la seva contrapart Americana, el llança granades Mk19. Va ser dissenyada com una versió automàtica I gran de llança granades K201, que s'acopla a sota dels fusells Daewoo K2, entre d'altres. Té un pes d'uns 65,9 kg amb el seu tripode I carregada, I pot disparar fins a unes 325 bales per minut, amb una distància operative mitjana d'uns 1.500 metres

## Usuaris

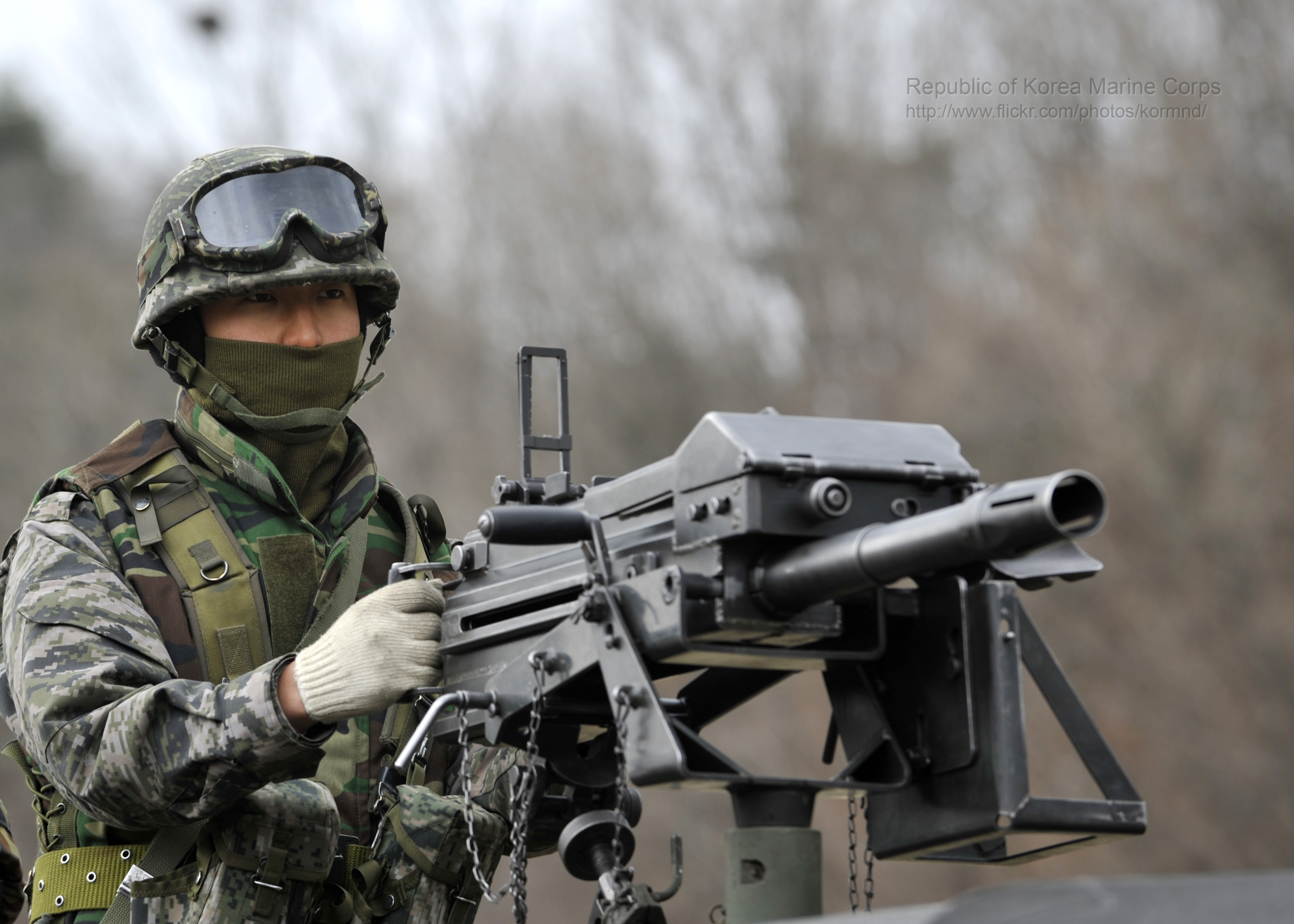
Un marine de Corea del Sud darrere d'una Daewoo K4.

- Líbia: Va comprar unes K4 en 2009, va ser el seu primer comprador.[2]
- Corea del Sud[1]
- Mèxic: Compardes en 2011.[3]